# Collombey-Muraz
Pour les articles homonymes, voir Colombey (homonymie).
 (février 2019).
Collombey-Muraz est une commune suisse du canton du Valais, située dans le district de Monthey sur la rive gauche du Rhône.

## Géographie
En descendant le cours du Rhône, après le défilé de Saint-Maurice, la plaine s’étire largement pour former sur sa rive gauche le Chablais valaisan comportant le district de Monthey. Collombey-Muraz est l’une des neuf communes formant ce district.
La commune, formée des villages de Collombey, Muraz, Collombey-le-Grand, Illarsaz et Les Neyres, s’étend sur 3 080 hectares dont 1 350 sont cultivables, 1 300 représentant la forêt. Par sa superficie de plaine, elle est l’une des plus importantes du Valais.
Le territoire de Collombey-Muraz s'étend sur 29,81 km2. Lors du relevé de 2013-2018, les surfaces d'habitations et d'infrastructures représentaient 14,1 % de sa superficie, les surfaces agricoles 36,5 %, les surfaces boisées 40,0 % et les surfaces improductives 9,3 %.
Sept alpages, Chalet-Neuf, Conches, Chemeneau, Grand-Crau, Dreveneuse d’en Bas, Chermeux, Onnaz, s’étendent sur les hauteurs, à la frontière avec la France. Ils sont la propriété de la bourgeoise qui les loue à des paysans pour la saison d’été.
Le point culminant du territoire communal, La Pointe de Bellevue à 2 042 m d'altitude, offre une vue du lac Léman aux dents du Midi. Depuis 2013, ce sommet donne son nom à une course pédestre populaire.

### Villages

#### Collombey
Collombey est le plus grand des cinq villages qui constituent la commune, avec près de 4 600 habitants fin 2016. Il connaît un essor sans précédent depuis les années 1990 avec l’implantation de centres commerciaux et la construction de nombreux bâtiments d’habitation.

#### Muraz
À flanc de coteau bordé par deux ruisseaux, Muraz a longtemps souffert des caprices de ces cours d’eau qui détruisaient les récoltes et inondaient les habitations. Le village s’étend de part et d’autre de la route cantonale, contre le mont et dans la plaine. Tout comme les autres localités, Muraz s’est considérablement agrandi et compte près de 2 700 habitants.

#### Collombey-le-Grand
Si Collombey-le-Grand a réellement été plus important que Collombey au cours de l’histoire, c’est antérieur au XIIe siècle (Maurice Parvex, Collombey-Muraz). Aujourd’hui, le village mérite toujours ce qualificatif si l’on tient compte de la vaste zone industrielle qui le borde. Forte de quelque 500 habitants, la localité se blottit à l’origine autour de la chapelle Notre Dame des Sept-Joies puis a connu un essor considérable et s’est étendue dans la plaine.

#### Illarsaz
Illarsaz est le village de plaine par excellence, sur la route reliant Vionnaz à Aigle. Le village était entouré autrefois de marais qui ont fait place aujourd’hui aux cultures maraîchères. La localité regroupe essentiellement des villas individuelles pour une population d'environ 700 habitants.

#### Les Neyres
À flanc de coteau, enclavé entre Monthey et Troistorrents, se situe le cinquième et plus petit village de la commune. Il faut prendre la route du val d'Illiez pour découvrir Les Neyres un habitat disséminé de quelque 400 habitants. Tout comme les autres villages, Les Neyres a connu une forte croissance ces dernières années incitant même la commune de rouvrir l’école pour les petites classes.

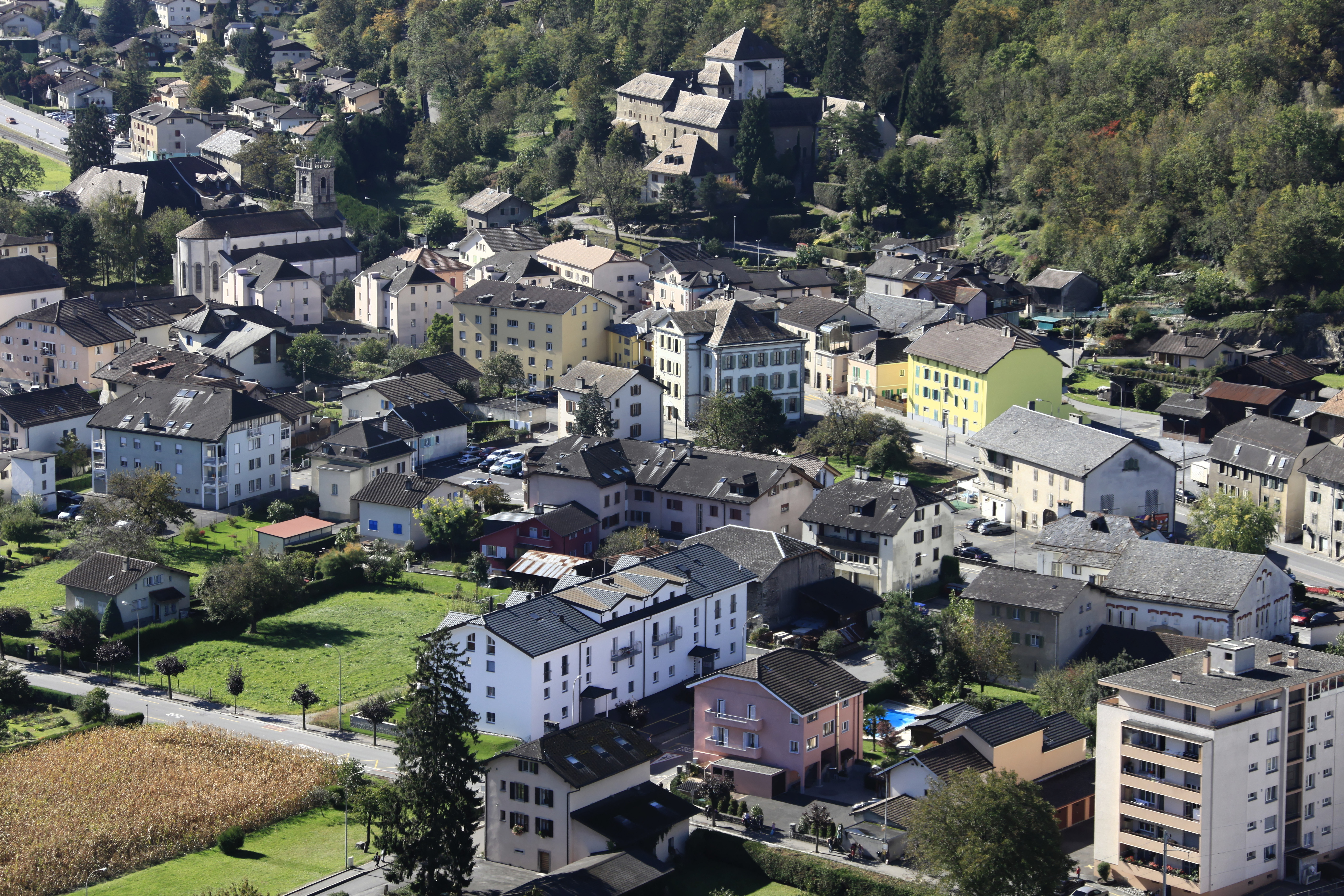
Centre du village de Collombey.
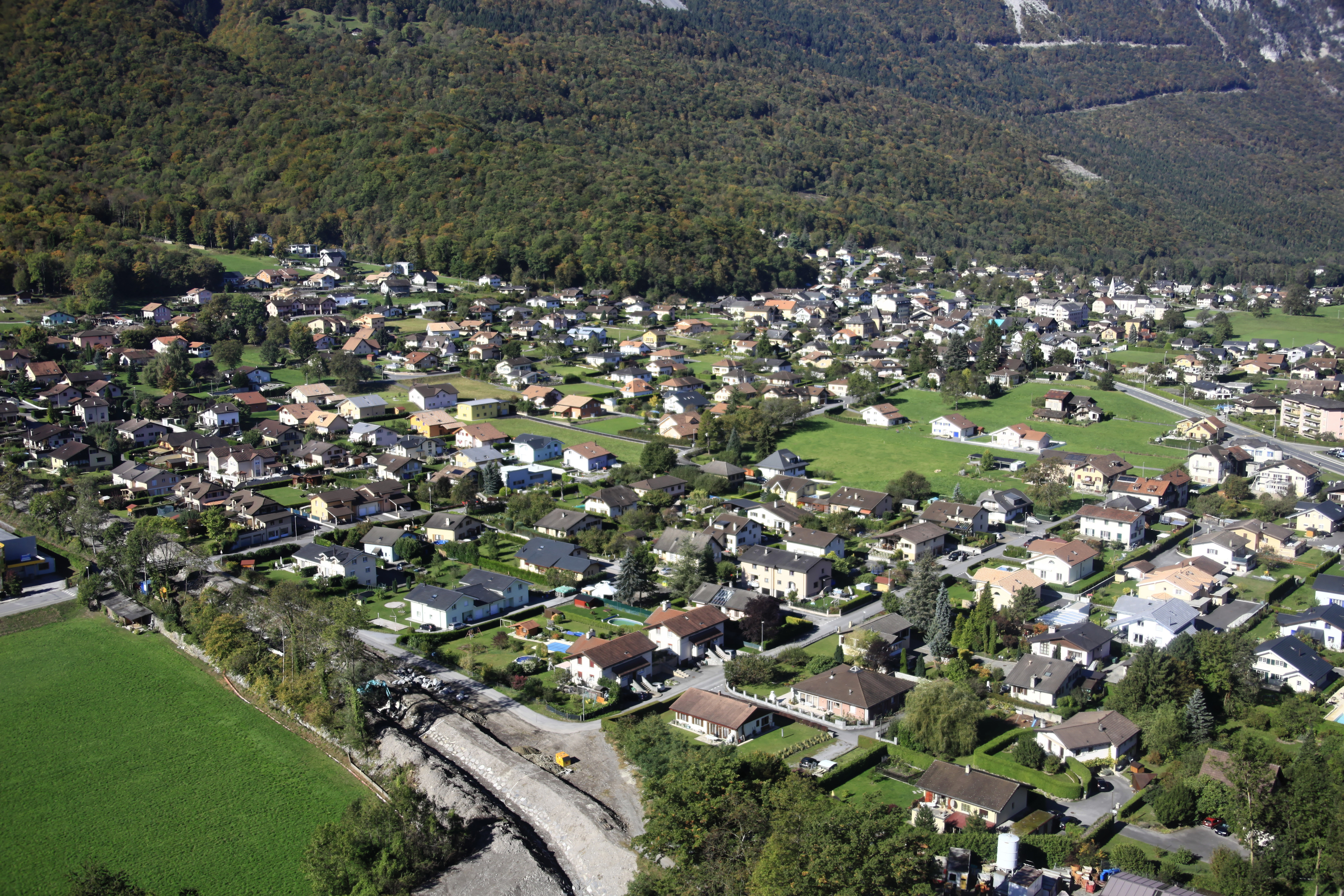
Village de Muraz.
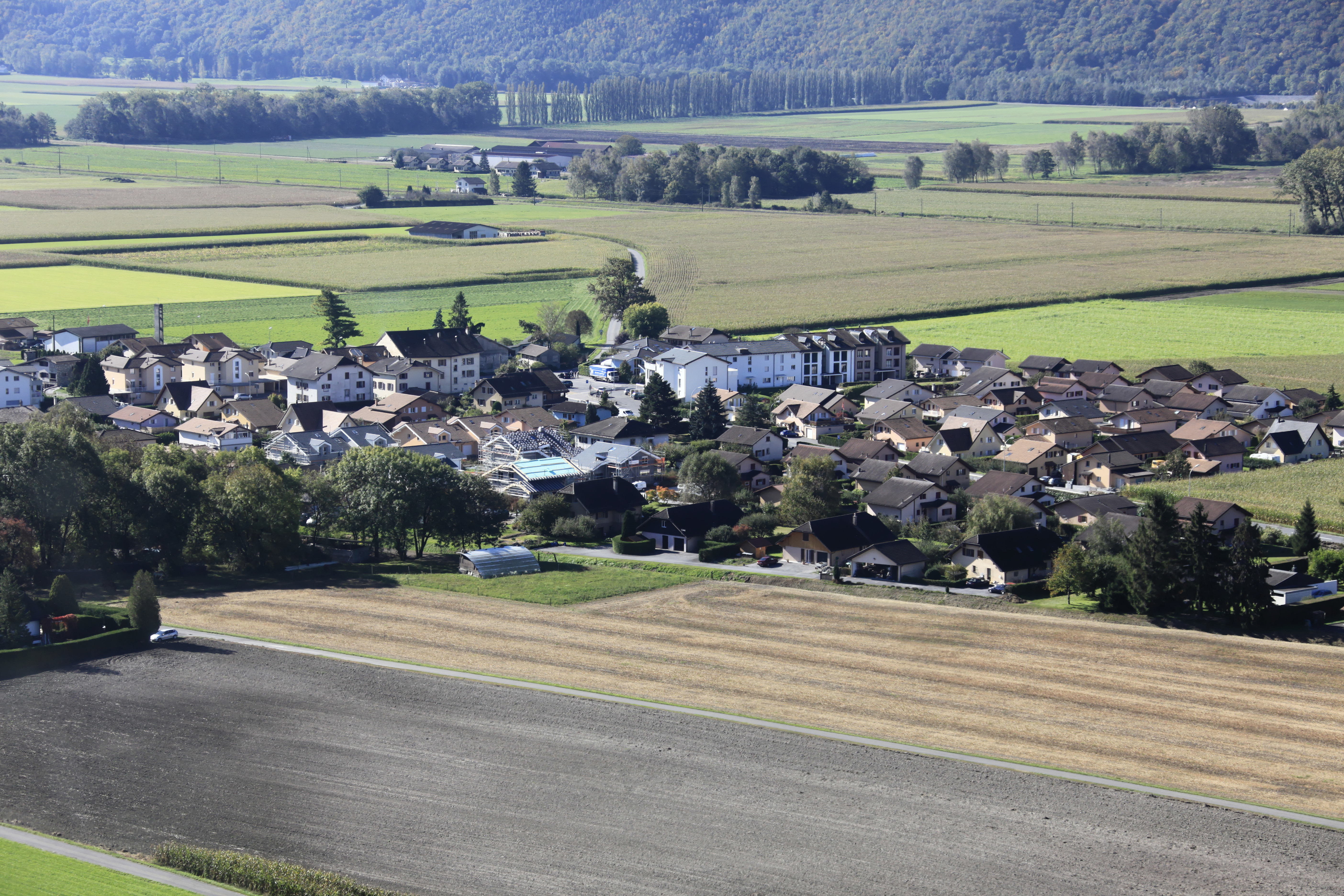
Village d'Illarsaz.
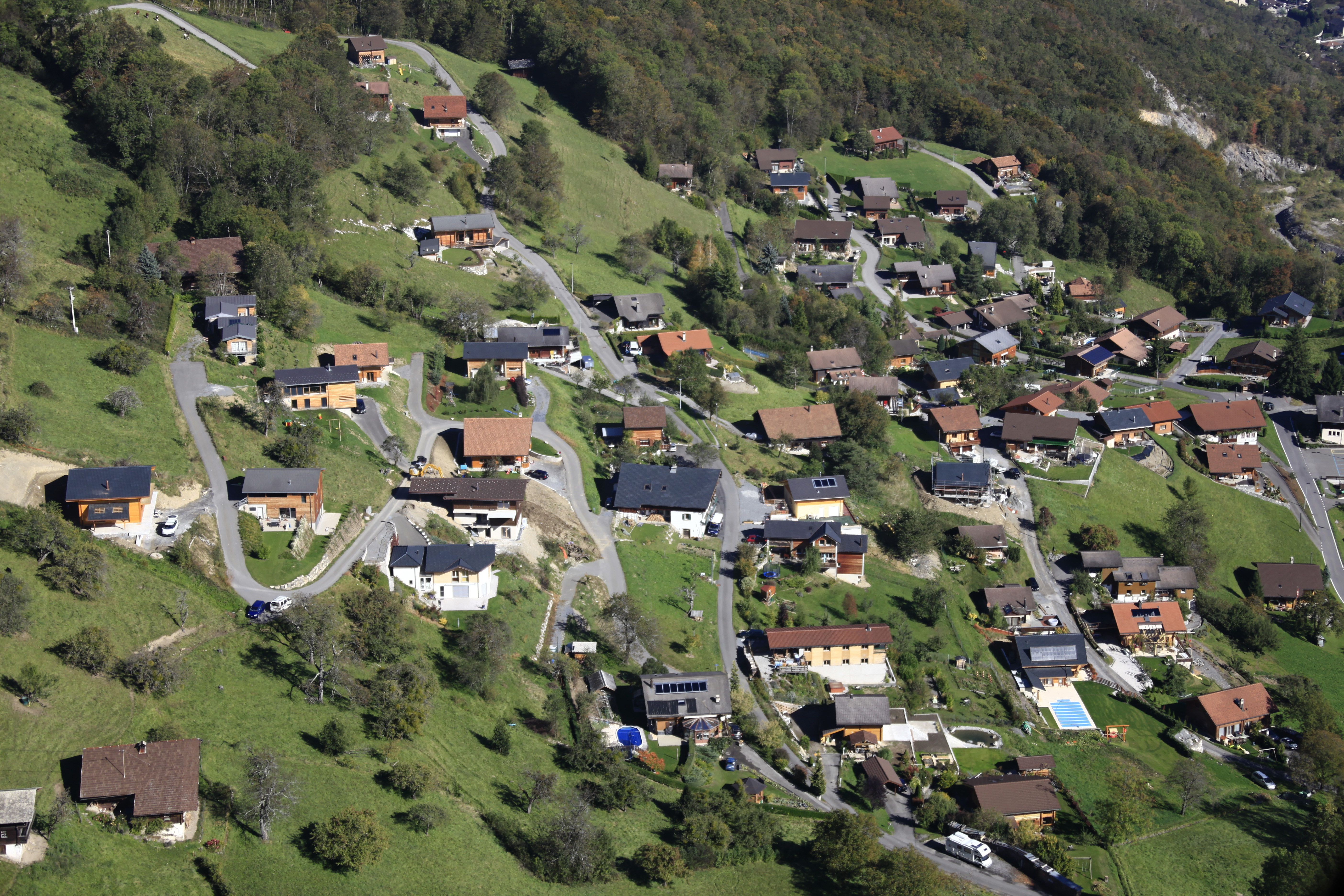
Village des Neyres.

### Transports
Le village de Collombey est desservi par deux lignes de chemin de fer, la ligne CFF du Tonkin (Saint-Maurice – Saint-Gingolph) et le train régional AOMC (Aigle – Ollon – Monthey - Champéry), complété par un bus urbain qui permet de gagner Monthey selon une cadence horaire soutenue.
Les cinq villages de la commune sont par ailleurs reliés aux localités alentour par un service de bus des Transports Publics du Chablais (TPC).

## Toponymie
Collombey dérive du substantif latin cŏlumbārium, qui désigne soit un pigeonnier, soit un tombeau ou caveau funéraire. Même si les armoiries de la commune comportent des colombes, il n'est pas possible de trancher.
Muraz dérive du substantif latin murum (mura au pluriel). Il désigne un lieu où se trouvaient des restes de murs et de constructions. Le z final est muet : il indique que l’accent portait sur le u et que le a était atone.
Collombey se dit Collambâ en patois valaisan.

## Histoire
La configuration géographique et politique en tant que commune autonome date du partage de la châtellenie de Monthey en 1787.
L'évolution géologique a laissé des blocs erratiques tels que la Pierre à Dzo (300 m3), la Pierre à Muguet (1 000 m3) et le Bloc Studer (500 m3). Le site archéologique de Châble-Croix, remontant entre 6880 et 6330 avant Jésus-Christ, pourrait être le plus ancien du Valais. L’exploitation du granit de l’ancienne moraine glaciaire a permis dès l’an 1900 de découvrir des nécropoles néolithiques sur les hauteurs de la Barmaz, remontant à l’âge de la pierre polie, soit environ 3000 à 1800 avant Jésus-Christ.
L’histoire de Collombey-Muraz est essentiellement agricole jusqu’aux années 1960.

### Faits marquants dans l'histoire de la commune

Photo aérienne historique de Werner Friedli de 1949.

- 1216 : début de la construction du château d'Arbignon par la famille du même nom, lequel deviendra le Monastère des Bernardines.
- 1283 : première mention de la paroisse de Muraz qui s'est détachée de celle de Collombey. Anciennes fondations sous l'église actuelle.
- 1630 : construction du château de Châtillon, lequel deviendra le Manoir du Fay de Lavallaz et dont les premières fondations datent du début du XIVe siècle.
- 1643 : reconstruction par les Bernardines du château d'Arbignon en vue d'y aménager leur monastère.
- 1647 : fondation du Monastère des Bernardines.
- 1723 : séparation officielle de Collombey et Monthey. Collombey redevient une paroisse dès la consécration de la vieille église en 1723.
- 1787 : partage de la châtellenie de Monthey. Le 22 septembre 1787 le gouverneur Jean-Joseph Jost invite les syndics conseillers et charge-ayants de Troistorrents, Collombey et Muraz à comparaître par-devant lui le 2 octobre 1787 au sujet du partage des biens communaux.
- 1798 : recensement de la population : Collombey 209 habitants, Collombey-le-Grand 70, Muraz 202, Illarsaz 53, Les Neyres 57 habitants.
- 1811 : incendie de l'église de Collombey.
- 1826 : construction de la cure de Collombey.
- 1847 : fermeture des portes du pont sur le Rhône entre Collombey et Saint-Triphon et établissement de fortifications le long du Rhône avec garde jour et nuit
- 1855 : reconstruction de la chapelle de Collombey-le-Grand dédiée à Notre-Dame des Sept-Joies.
- 1859 : traversée du territoire communal par la première locomotive de la ligne du Tonkin.
- 1873 : inauguration de la nouvelle église de Collombey.
- 1876 : fondation de la Société de musique « La Collombeyrienne ».
- 1881 : Charles de Lavallaz fonde la manufacture de tabacs et cigares de Monthey.
- 1894 : construction du pont d'Illarsaz par G. Schmiedt de Genève.
- 1897 : fondation à Muraz de la Société de musique « La Villageoise ».
- 1898 : inauguration de la nouvelle église à Muraz (clocher de 1657) et de la Maison de Commune à Collombey.
- 1906 : construction du pont sur le Rhône entre Collombey et Saint-Triphon. Longueur 72 m, poids 170,3 tonnes.
- 1907 : ouverture de la ligne Aigle-Ollon-Monthey.
- 1909 : fondation à Collombey de la Société de musique « L'Avenir ».
- 1941 : établissement d'un camp d'internés polonais à Illarsaz, des Russes et des Allemands y seront également internés plus tard.
- 1946 : électrification de la ligne du Tonkin de Saint-Maurice à Collombey.
- 1970-1971 : construction du centre scolaire, à la « Route de Collombey-le-Grand ».
- 1976 : construction du pont sur la voie CFF à Vionnaz (entièrement sur Collombey-Muraz), ainsi que le pont sur le Rhône reliant l'autoroute.
- 1976 : inauguration de la SATOM.
- 1981 : visite de M. Kurt Fürgler, président de la Confédération, au Couvent des Bernardines de Collombey.
- 1986 : construction du nouveau pont sur le Rhône entre Collombey et Saint-Triphon, en aval du précédent.
- 1988 : célébration du bicentenaire de la commune de Collombey-Muraz.

## Population et société

### Gentilés et surnoms
Les habitants de Collombey se nomment les Collombeyrouds ou Collomberous. Ils sont surnommés lou Bérou, soit les béliers en patois valaisan.
Les habitants de Muraz se nomment les Muriands. Ils sont surnommés les Fascines, en référence à la fabrication de fagots qui étaient utilisés comme bois de chauffage.

### Démographie

#### Évolution de la population
La commune compte 9 903 habitants au 31 décembre 2023 pour une densité de population de 332 hab/km2. Sur la période 2010-2023, sa population a augmenté de 36,1 % (canton : 17,0 % ; Suisse : 9,4 %).  

#### Pyramide des âges
En 2023, le taux de personnes de moins de 30 ans s'élève à 36,2 %, au-dessus de la valeur cantonale (31 %). Le taux de personnes de plus de 60 ans est quant à lui de 20,2 %, alors qu'il est de 27,5 % au niveau cantonal.
La même année, la commune compte 4 902 hommes pour 5 001 femmes, soit un taux de 49,5 % d'hommes, inférieur à celui du canton (49,9 %).
| Hommes | Classe d’âge | Femmes |
| ------ | ------------ | ------ |
| 0,3    | 90 ans ou +  | 0,8    |
| 5,5    | 75 à 89 ans  | 6,5    |
| 13,2   | 60 à 74 ans  | 14,0   |
| 22,2   | 45 à 59 ans  | 21,2   |
| 22,3   | 30 à 44 ans  | 21,9   |
| 18,4   | 15 à 29 ans  | 18,4   |
| 18,2   | - de 14 ans  | 17,3   |

| Hommes | Classe d’âge | Femmes |
| ------ | ------------ | ------ |
| 0,6    | 90 ans ou +  | 1,3    |
| 8,0    | 75 à 89 ans  | 10,1   |
| 17,1   | 60 à 74 ans  | 17,9   |
| 21,0   | 45 à 59 ans  | 20,7   |
| 21,3   | 30 à 44 ans  | 20,1   |
| 17,3   | 15 à 29 ans  | 16,0   |
| 14,7   | - de 14 ans  | 14,0   |

### Éducation
Collombey-Muraz offre aux enfants de la commune les écoles enfantines, primaires, ainsi que le cycle d’orientation sur le site scolaire des Perraires. Au vu de l’expansion démographique de la commune, une nouvelle école a ouvert ses portes pour la rentrée 2014 dans le village de Muraz.

### Sports

#### Football
L'Union sportive Collombey-Muraz (USCM) a été fondée en 1970, né de la fusion du FC Collombey et du FC Muraz. Le club compte en 2014 environ 220 membres répartis en quatorze équipes, dont deux en actifs (2e ligue régionale et 3e ligue), un en senior et onze en junior. L'USCM offre également à sa jeunesse une école de football qui regroupe 20 à 25 enfants par saison.

#### Basketball
Le BBC Collombey-Muraz est créé en 1982. Il compte en moyenne une centaine de membres. La 1re équipe est présente dans le championnat suisse de 1re ligue depuis 1992 sans interruption. Le club collabore avec le BBC Monthey dans le cadre d'un partenariat signé entre les deux clubs sous l'égide de la Ligue Nationale de Basket. Le club offre également la possibilité aux adultes, jeunes et moins jeunes, de pratiquer le basket en 2e ligue cantonale. Enfin les nombreuses équipes jeunesses (M19, M16, M14, M12, M10 et M8) sillonnent la Suisse à travers les championnats cantonaux, romands (COBB) et suisses.

#### Judo
L'école de judo de Collombey-Muraz a été fondée en novembre 1977. En 25 ans d'existence, les membres de l'EJCM ont gagné plus de 200 titres en championnats valaisans individuels, des titres de champions suisses. Fort d'une centaine de membres, l'EJCM compte de nombreuses ceintures noires.

#### Tennis de table
Le club de tennis de table de Collombey-Muraz (CTTCM) a été fondé au mois de juin 1974. Il joue au sein de l’association de tennis de table « AVVF », qui regroupe les clubs des cantons de Vaud, Valais et Fribourg. 
À sa fondation, le club comptait une dizaine de membres. La 1re équipe évolue en ligue nationale "C", la 2e équipe joue en 1re ligue, quant aux quatre autres équipes, formées de jeunes et de moins jeunes, elles luttent en 3e, 4e et 5e ligue. Le comité en place met un accent tout particulier sur l’école de tennis de table (dès 8 ans). 
Le club a organisé les championnats valaisans en 1977 / 1986 / 1994 / 2000 / 2004 / 2012 / 2014 / 2017. En 2009, il organise un match international entre la Suisse et la Grèce. Le match s’est déroulé dans une salle comble (plus de 350 personnes).

#### Course pédestre
Le « Trail de Bellevue », dont la 1re édition a eu lieu le 29 juin 2013, propose deux parcours de 10 et 32 km, ainsi que d'un parcours enfants.

#### Club de tir à l'arc
L’Arc-Club Collombey-Muraz, fondé en 1973, rassemble des archers de tout le Chablais valaisan et vaudois. Il est actif dans le sport de compétition (sur cible aussi bien qu’en forêt) et de loisir. De nombreux membres se sont déjà distingués au niveau national, et même au niveau européen pour certains. Il est ouvert aux arcs olympiques (classiques), arcs à poulies, barebows, ainsi qu’aux arcs plus traditionnels (bowhunters et longbows).

#### Club de lutte
Le club de lutte d’Illarsaz-Haut-Lac a fêté ses 70 ans d’existence en 2012. Fondé en 1942 par un groupe d’amis lutteurs de la région, les entraînements commencèrent en plein air. Malgré les moyens très sommaires dont le club disposait, très vite un petit groupe d'une dizaine d'adeptes se forma. À ce jour, le club forme plus de 30 jeunes dès l’âge de cinq ans. Il a connu par le passé de grands moments de gloire avec de nombreux très bons résultats tant en lutte Suisse qu’en lutte libre. Parmi ces bons résultats, nous pouvons relever de nombreuses médailles lors des championnats Suisses de lutte libre et gréco-romaine de nos anciens lutteurs ainsi que plusieurs participations à divers championnats internationaux. Nos combattants se sont aussi montrés très agiles en lutte Suisse avec de nombreux lauriers et même une couronne fédérale en 1986 à Sion, par Alain Bifrare. Depuis quelques années, le club essaie d’organiser un maximum de compétitions au sein de la commune. En 2009, a eu lieu le championnat Suisse de lutte libre où Florian Vieux a terminé 3e. En 2011, a eu lieu le championnat Romand. Durant l’été 2012, la Fête Cantonale Valaisanne de lutte Suisse s’est déroulée aux Perraires où Sylvain Vieux fut couronné.

#### Ski-Club Bellevue
Le 11 décembre 1968, une équipe d’amis, se réunissaient pour fonder le SC Bellevue de Collombey-Muraz. Depuis lors, le SC organise chaque hiver, des sorties à ski, piste et randonnée.
Depuis 1979, les membres se retrouvent au Chalet de Conches, ancien chalet d’alpage, loué au SC par la Bourgeoisie de Collombey-Muraz.
La manifestation phare, reste le traditionnel concours populaire, ouvert à tous les membres du SC ainsi qu’à toutes les personnes domiciliées sur le territoire de la Commune, il comporte un slalom géant (parcours : douane de Culet – Chalet Neuf) et une course de peaux de phoque (parcours : Chalet-Neuf - pointe de Bellevue).

#### Tennis-Club
Le Tennis-Club Collombey-Muraz, fondé en 1984, est une des plus importantes sociétés sportives de la commune.
- Cinq équipes interclubs dont deux masculines (actifs et jeunes seniors) en 2e Ligue, deux masculines (jeunes seniors) en 3e Ligue et une féminine (jeunes seniors dames) en 1re Ligue forment les groupes de compétition.
- Plus d’une centaine de licenciés à Swisstennis.

Chaque année, le club organise un Grand tournoi Open chapeauté par Swisstennis en août.

#### Tir sportif «Châble-Croix»
Fondée en 2008, la société de « Tir sportif Châble-Croix » est issue de la fusion des sociétés de tir « Les Carabiniers de Collombey-Muraz », « L'Avenir de Vionnaz » et le « Petit Calibre de Châble-Croix ». En 2014, la société a remporté le titre de champion suisse du concours de section en LNB catégorie armes d'ordonnance et plusieurs de ses représentants s'illustrent tant sur le plan cantonal que national.

## Politique
- PS : 8
- Verts : 4
- LC : 15
- PLR : 10
- UDC : 8

Le Conseil municipal est l’autorité exécutive de la commune de Collombey-Muraz. Le 1er janvier 2013, le nombre de conseillers est passé de 9 à 7. 
Chaque conseiller dirige un dicastère qui fonctionne en commission (composée de citoyens de Collombey-Muraz) et/ou en délégation (composée de conseillers municipaux). Ces commissions ou délégations sont présidées par le conseiller chargé du dicastère concerné.
Durant la législature 2021-2024, il est composé de 3 membres du Centre, 2 membres du PS, d'un membre du PLR et d'un membre de l'UDC.
La commune de Collombey-Muraz dispose également, depuis le 1er janvier 2013, d’un Conseil général, lequel en est l’autorité législative et dont les 45 représentants ont été élus pour la 1re fois le 11 novembre 2012.

### Présidents
2021-2024  Olivier Turin
2013-2020  Yannick Buttet (2 périodes)
2006-2012  Granger Josiane (1.5 période)
2001-2006  Métrailler Laurent (1.5 période)
1985-2000  Lattion Antoine (4 périodes)
1977-1984  Zimmermann Arthur
1967-1977  Berrut Jacques (2.5 périodes)
1956-1967  Chervaz Sylvain (3 périodes)
1933-1955  De Lavallaz Bernard (6 périodes)
1921-1932  Parvex Maurice (3 périodes)
1916-1919  Riondet Hubert
1912-1915  Burdevet Hubert

## Économie

### Agriculture et environnement

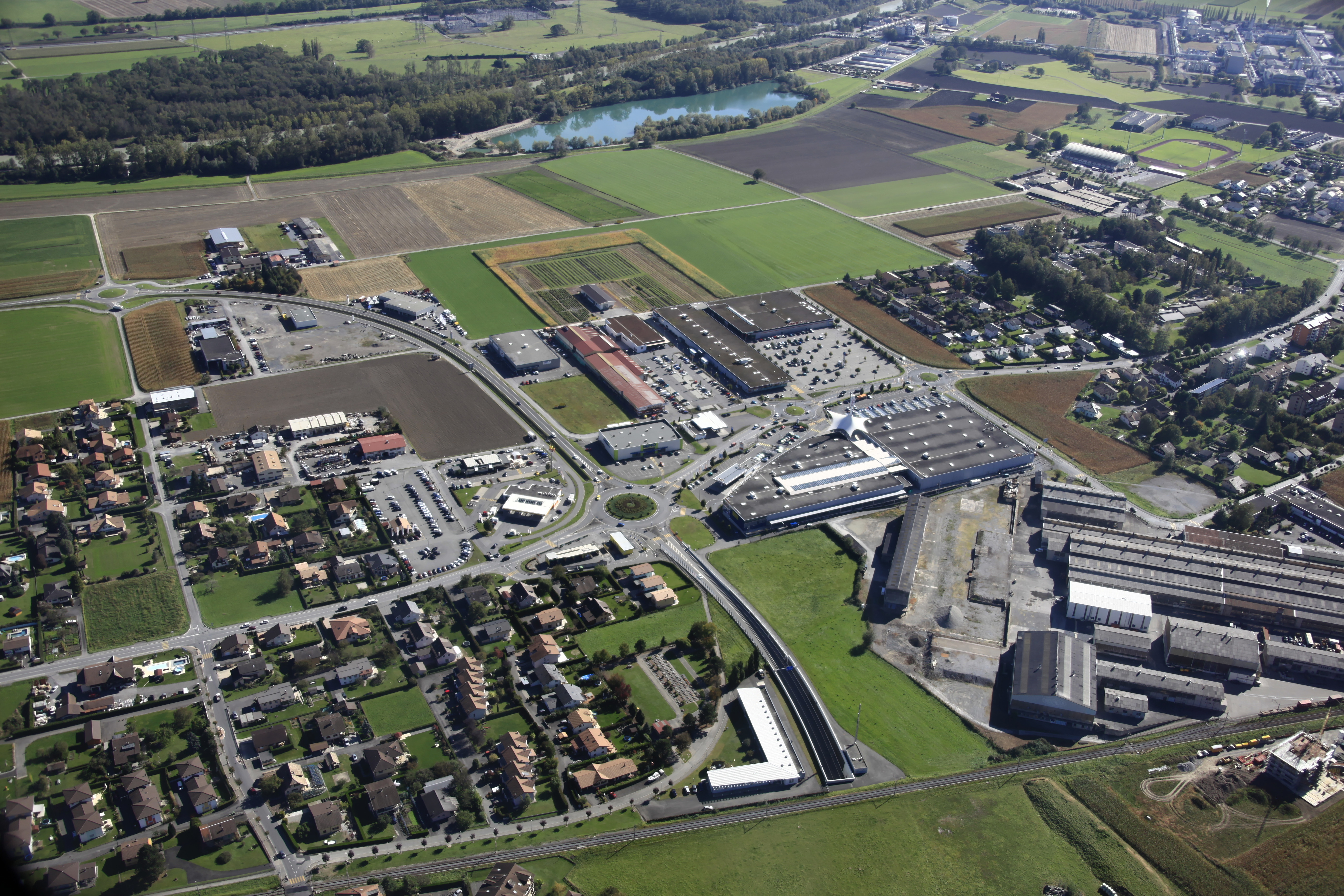
Zone commerciale de Collombey.

Les importants travaux d’assainissement réalisés dans la plaine durant la Seconde Guerre mondiale ont permis l’intensification des cultures et la modernisation des moyens utilisés.
Au bord de la route Collombey-le-Grand - Illarsaz, un monument rappelle l’effort consenti entre 1941 et 1944 pour l’assainissement de la plaine du Rhône (Collombey-Muraz, Maurice Parvex).
La protection de l’environnement et l’aménagement du territoire sont des préoccupations permanentes. Le premier plan d’aménagement avec sa réglementation spécifique date de 1964 et les aménagements publics liés au respect de l’environnement sont en constante réalisation. Depuis cette époque, le réseau principal de récupération des eaux usées est en fonction avec des stations d’épuration en service depuis 1978.

### Industrie
Avec l'implantation de la première raffinerie de pétrole en Suisse en 1960, alimentée par un oléoduc depuis Gênes, un essor industriel conséquent a été enregistré. Grâce aux efforts constants pour attirer l'industrie et l'artisanat, des zones industrielles se sont développées principalement à Collombey et Collombey-le-Grand. Au cours des 30 dernières années, de nombreuses entreprises ont choisi Collombey-Muraz comme siège de leurs activités, permettant ainsi de disposer en 2000 d'environ 1 600 postes de travail.
En 2015, l'activité de la raffinerie a cessé, mettant au chômage quelque 250 collaborateurs.

## Culture et patrimoine

### Patrimoine bâti

#### Collombey

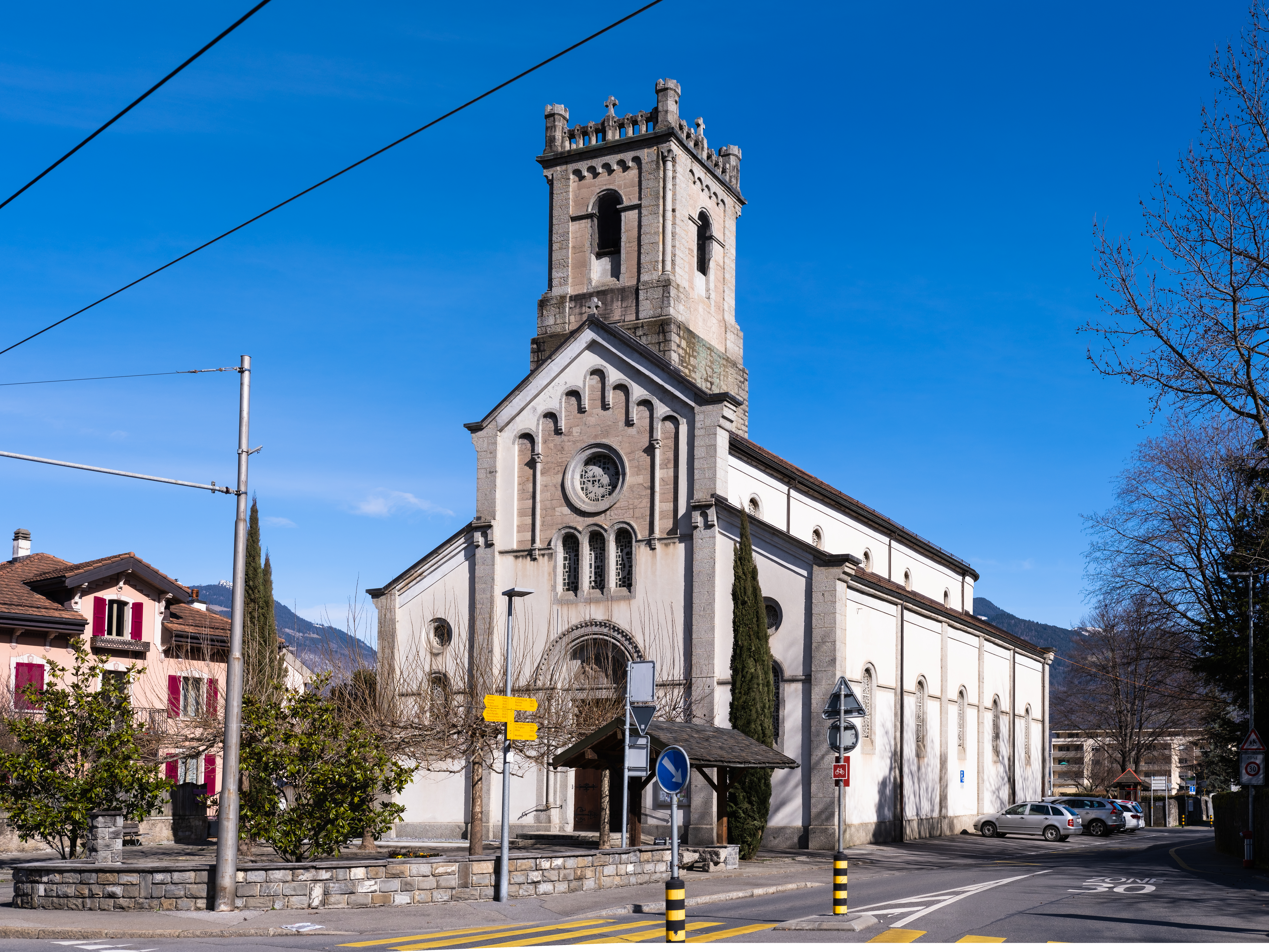
Église paroissiale Saint-Didier de Collombey.

Eglise paroissiale Saint-Didier. Cette église remplace une construction plus ancienne, bâtie en 1616 par l'évêque Hildebrand Jost et transformée en 1723. L'église actuelle a été élevée en 1873 par l'architecte Émile Vuilloud et transformée en 1949 par l'agrandissement des baies du chœur. Restauration 1962-1963. Ce bâtiment de style néo-roman, à trois nefs et chœur à abside semi-circulaire, comporte un clocher-porche caractérisé par un couronnement à quatre tourelles d'angle. À l'intérieur, fonts baptismaux vers 1700 et mosaïques et vitraux de Paul Monnier, 1965.
Manoir de Châtillon-Larringes, situé au-dessous du monastère, et reconstruit en 1653 après un incendie. Il est établi sur le site de l'ancienne tour des nobles de Collombey, transmise au XIVe siècle à Guillaume de Châtillon-Larringes, et qui est depuis le début du XVIIe siècle aux mains de la famille Du Fay de Lavallaz. La porte cochère, en arc plein cintre, est datée 1633. Elle donne accès à une cour de service. Maison d'habitation avec portique à deux niveaux et avant-corps sommé d'un pignon triangulaire, orné des armoiries peintes Du Fey de Lavallaz.

#### Collombey-le-Grand
La chapelle des Sept-Joies-de-la-Vierge, de 1855, comporte à l'intérieur un retable baroque avec tableau central de 1858, par Emmanuel Chapelet, illustrant la Vierge.

#### Muraz

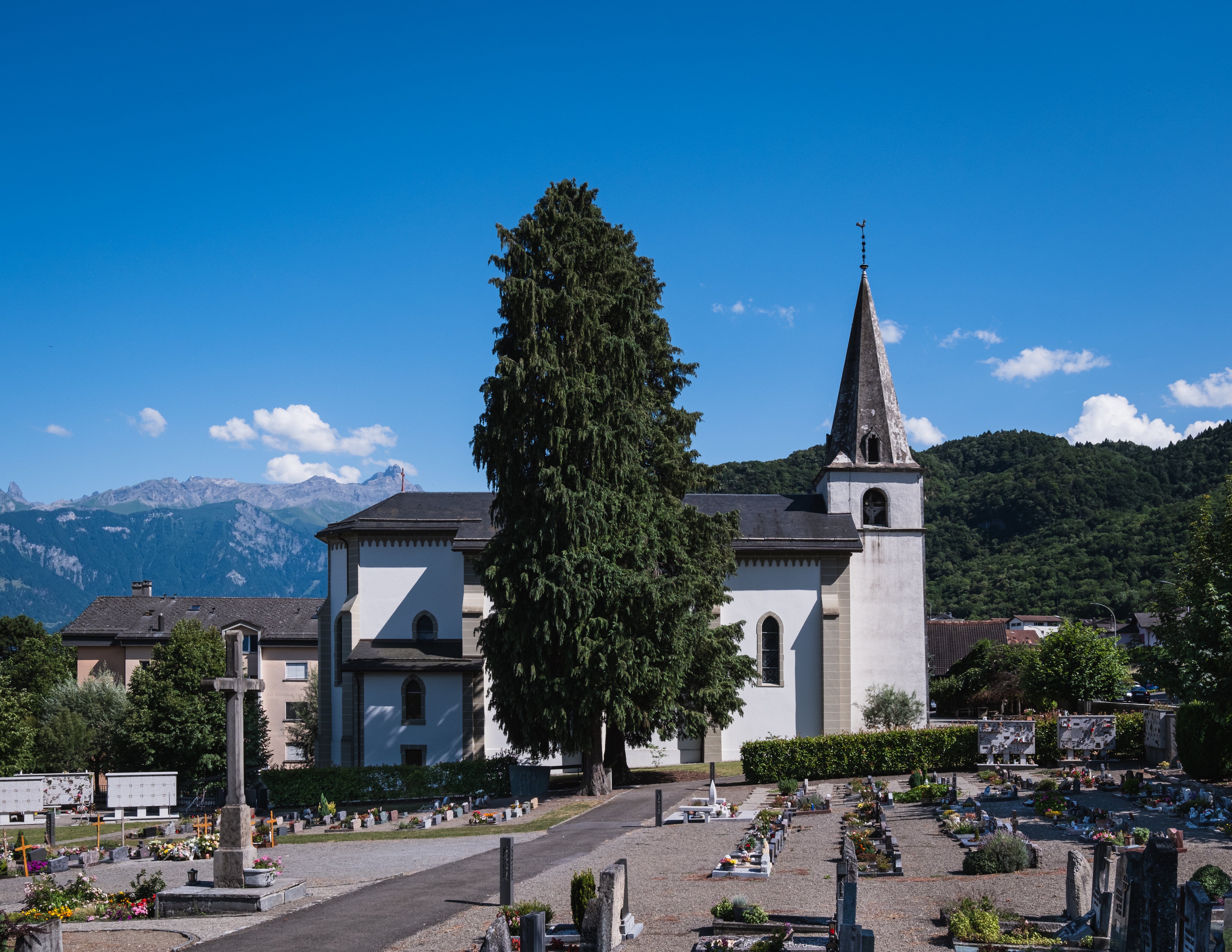
Église paroissiale Saint-André de Muraz et son cimetière.

Église paroissiale Saint-André. Elle remplace un édifice plus ancien, attesté dès le XIIIe siècle et reconstruit en 1615-1623 sous l'égide de l'évêque Hildebrand Jost. Il en subsiste le clocher à flèche octogonale percée de lucarnes, réutilisé comme clocher-porche. L'église actuelle, de style néogothique à nef unique et chœur polygonal, voûtés d'ogives, a été construite en 1898 par Joseph de Kalbermatten et restaurée entre 1972-1974 puis à nouveau en 2019. À l'intérieur, maître-autel néogothique avec statues des saints Guillaume, Urbain, Thérèse et Rosalie, qui encadrent le tabernacle.
Chapelle Notre-Dame des Neiges, bâtiment du XVIIIe siècle. de plan rectangulaire.

#### Illarsaz
Chapelle Saint-Bernard-de-Montjoux. édifice de 1965 qui remplace un sanctuaire du XVIIIe siècle. Bâtiment en béton, avec clocher détaché. À l'intérieur, l'autel baroque a été repris de l'ancienne chapelle et date du début du XVIIIe siècle. Il affiche les armes de Riedmatten et de Stockalper. Mosaïques et vitraux de Jean-Claude Morend.

#### Puits
Le haut niveau de la nappe phréatique a permis de creuser de nombreux puits à Collombey, Collombey-le-Grand et Illarsaz et d’assurer ainsi un approvisionnement en eau commode pour les habitants et le bétail. On a même supposé que, lorsqu'une famille décidait de construire une maison, la première étape était la construction du puits (Cahier de l’Association du Vieux Collombey-Muraz). On en comptait 62, dont de nombreux subsistent aujourd’hui à titre ornemental. La Commune a reconnu ce trésor particulier en lui dédiant, au sein du village, une rue et même une place, la Rue des Puits et la Place des Puits.

#### Le Fournil
La démolition en l'an 2000 d'une maison à Collombey-Le-Grand a mis en évidence l'existence d'un four à pain villageois. De cette découverte est née l'idée de reconstituer un four banal pour sauvegarder et mettre en valeur les éléments récupérables de cet ancien four d'une part et réaliser d'autre part un projet d'intérêt général. Une association a été créée à cet effet et l'inauguration de la nouvelle construction a été fêtée le 21 septembre 2002.
Dès lors, des manifestations ont lieu 4 fois par an :
- Week-end des Rameaux ;
- Fête du pain le samedi du Jeûne fédéral ;
- Fête patronale en novembre ;
- Fenêtre de l'Avent.

### Musique, théâtre et activités socioculturelles
Située près de Monthey dont l’offre culturelle est riche et variée, la commune compte quant à elle des sociétés villageoises de musique – Les Colombes et la Villageoise de Muraz- et de chant, le Chœur mixte.
Une troupe de théâtre amateur le Théâtre du Rovra offre au public local un spectacle chaque année depuis 1946.
Des réalisations socioculturelles se sont développées. Un centre scolaire et sportif avec salles polyvalentes, piscine, garderie d’enfants, des écoles primaires, un cycle d’orientation, une bibliothèque municipale, trois terrains de football, des courts de tennis, un réseau de chemins pédestres et de randonnées, des places de jeux, un couvert de 200 places pour sociétés et familles. Sur le plan sportif et culturel, 23 sociétés locales permettent à près de 2400 personnes de s’adonner à leur passe-temps favori.

### Personnalités
- Famille de Châtillon du Chablais, seigneur des lieux et dans la vallée (XIIIe – XVIIe siècles)[27].
- Gilbert Constantin, peintre et sculpteur (1947-2010).
- Alexis Gex-Fabry, coureur en montagne et membre du conseil général de la commune.

### Héraldique
| Blason | Blasonnement : « D'azur au mur crénelé d'argent, maçonné de sable, et une tour crénelée du second ajourée de sable, mouvant du mur, vers laquelle volent trois colombes d'argent (1, 2). » |

Les armoiries de Collombey-Muraz sont parlantes. Les colombes représentent Collombey et le mur d'enceinte Muraz. Elles sont attestées avec plusieurs variations : avec un donjon et une enceinte de sable, avec une tour d'enceinte au lieu d'un donjon ou avec un mur sans ouverture et deux des trois colombes posées sur le mur.

### Fonds d'archives
- Fonds : Collombey-Muraz, commune (14e siècle-20e siècle) [22,14 mètres].  Cote : CH AEV, AC Collombey-Muraz. Sion : Archives de l'État du Valais (présentation en ligne)..